# Paweł Socha
Paweł Socha (ur. 10 stycznia 1935 w Wojsławicach) – polski duchowny rzymskokatolicki, członek Zgromadzenia Księży Misjonarzy, doktor nauk teologicznych, biskup pomocniczy zielonogórsko-gorzowski w latach 1973–2012 (do 1992 gorzowski), od 2012 biskup pomocniczy senior diecezji zielonogórsko-gorzowskiej.

## Życiorys
Urodził się 10 stycznia 1935 w Wojsławicach. W 1951 wstąpił do Zgromadzenia Księży Misjonarzy, 8 grudnia 1956 złożył śluby wieczyste. W latach 1952–1958 odbył studia filozoficzno-teologiczne w Instytucie Teologicznym Księży Misjonarzy w Krakowie. Święceń prezbiteratu udzielił mu 22 maja 1958 w kościele seminaryjnym Księży Misjonarzy pw. Nawrócenia św. Pawła w Krakowie tamtejszy administrator apostolski Eugeniusz Baziak, arcybiskup metropolita lwowski. W latach 1959–1962 studiował na Sekcji Teologii Fundamentalnej Wydziału Teologii Katolickiego Uniwersytetu Lubelskiego, otrzymując magisterium z teologii. Tamże w 1969 na podstawie dysertacji Istota Tradycji według Konstytucji dogmatycznej «Dei Verbum» w świetle współczesnej teologii uzyskał doktorat nauk teologicznych w dziedzinie teologii fundamentalnej.
W latach 1958–1959 pracował jako wikariusz w parafii Wniebowzięcia Najświętszej Maryi Panny w Żaganiu. W latach 1962–1973 pełnił funkcję egzaminatora prosynodalnego. Od 1969 do 1972 należał do diecezjalnej rady kapłańskiej.
W 1962 został wykładowcą w Wyższym Seminarium Duchownym w Gościkowie-Paradyżu, gdzie prowadził wykłady z teologii fundamentalnej, teologii dogmatycznej i religiologii. Ponadto w latach 1970–1973 pełnił w seminarium funkcję prefekta, w latach 1973–1974 był ojcem duchownym, zaś w latach 1975–1978 sprawował urząd rektora. Od 1989 do 1996 prowadził wykłady z teologii dogmatycznej w Instytucie Formacji Duchowej dla Świeckich w Gorzowie Wielkopolskim, a w 1994 objął wykłady z teologii życia wewnętrznego w Wyższym Seminarium Duchownym w Legnicy.
20 listopada 1973 papież Paweł VI mianował go biskupem pomocniczym diecezji gorzowskiej ze stolicą tytularną Tunigaba. Święcenia biskupie otrzymał 26 grudnia 1973 w katedrze Wniebowzięcia Najświętszej Maryi Panny w Gorzowie Wielkopolskim. Udzielił mu ich kardynał Karol Wojtyła, arcybiskup metropolita krakowski, któremu asystowali Ignacy Jeż, biskup diecezjalny koszalińsko-kołobrzeski, i Wilhelm Pluta, biskup diecezjalny gorzowski. Jako dewizę biskupią przyjął słowa „Facere veritatem in caritate” (Czynić prawdę w miłości). Od 25 marca 1992, gdy papież Jan Paweł II dokonał reorganizacji diecezji i zmienił jej nazwę, był biskupem pomocniczym diecezji zielonogórsko-gorzowskiej. W 1974 został ustanowiony wikariuszem generalnym diecezji. Dwukrotnie, w 1986 i 1993, zarządzał diecezją jako jej administrator. W kurii diecezjalnej objął stanowiska: przewodniczącego Wydziału Nauki Katolickiej oraz Wydziału ds. Duchowieństwa i Osób Konsekrowanych, wiceprzewodniczącego Wydziału Duszpasterskiego, przewodniczącego Komisji ds. Stałej Formacji Kapłanów, Komisji Liturgicznej oraz Komisji ds. Rodziny. Należał do rady kapłańskiej, kolegium konsultorów i rady duszpasterskiej. W latach 1987–1989 kierował pracami diecezjalnej komisji badającej kult i łaski otrzymane za wstawiennictwem Matki Bożej Cierpliwie Słuchającej. W latach 1990–1993 zasiadał w komitecie redakcyjnym „Gorzowskich Wiadomości Diecezjalnych”, a w 1994 został redaktorem naczelnym diecezjalnego pisma „Ecclesiastica”. Oprócz tego przewodniczył Kapitule Odznaczeń „Zasłużony dla Diecezji Zielonogórsko-Gorzowskiej”. 16 stycznia 2012 papież Benedykt XVI przyjął jego rezygnację z obowiązków biskupa pomocniczego zielonogórsko-gorzowskiego.
W Episkopacie Polski został przewodniczącym Komisji ds. Duchowieństwa (1980–1996). Ponadto należał do Komisji „Iustitia et Pax” (1975–1978), Komisji ds. Seminariów Duchownych (1975–1980 i 1989–1996), Komisji ds. Duszpasterstwa Ogólnego (1978–1996), Komisji ds. Duszpasterstwa Akademickiego (1980–1989), Komisji ds. Ateizmu (1980–1989), a także Komisji ds. Polonii i Polaków za Granicą oraz Komisji Mieszanej: Biskupi – Wyżsi Przełożeni Zakonni. W latach 1982–1997 pełnił funkcję dyrektora krajowego Unii Apostolskiej Kleru (w 1985 wszedł w skład jej międzynarodowego zarządu). W 1990 był uczestnikiem VIII Synodu Biskupów w Rzymie.

## Odznaczenia i wyróżnienia
Prezydent RP Andrzej Duda nadał mu w 2018 Krzyż Kawalerski, a w 2024 Krzyż Oficerski Orderu Odrodzenia Polski.
W 2018 przyznano mu honorowe obywatelstwo gminy Gózd. W 2007 został odznaczony Odznaką Honorową za Zasługi dla Województwa Lubuskiego.